# Поїздка до Індії (роман)
«Поїздка до Індії» (англ. A Passage to India) — роман англійського письменника Е. М. Форстера 1924 року, дія якого відбувається під час британського панування та руху за незалежність Індії в 1920-х роках. Сучасна бібліотека віднесла його до 100 великих творів англійської літератури XX століття. 1924 року відзначений Меморіальною премією Джеймса Тейта Блека за художню літературу. Журнал Time включив роман до списку «100 романів на всі часи». Роман, заснований на індійському досвіді автора, отримав назву від вірша Волта Вітмена 1870 року «Подорож до Індії» в збірці «Листя трави».
Історія розгортається навколо чотирьох персонажів: доктора Азіза, його британського друга містера Сіріла Філдінга, місіс Мур та міс Адели Квестед. Під час поїздки до вигаданих печер Марабар (за зразком печер Барабар в Біхарі) Адела думає, що опинилася наодинці з доктором Азізом в одній з печер (хоча насправді він перебував у зовсім іншій печері), і згодом панікує й тікає; вважається, що доктор Азіз намагався напасти на неї. Суд над Азізом, попередні та подальші події довели до кипіння загальні расові суперечності та забобони між індійцями та британцями в колоніальну епоху.

## Короткий зміст сюжету

### Прибуття
Молода британська вчителька Адела Квестед та її літня подруга місіс Мур відвідують вигадане місто Чандрапор у Британській Індії. Адела повинна вирішити, чи хоче вона вийти заміж за сина місіс Мур, Ронні Гіслопа, міського магістрата. Тим часом доктор Азіз, молодий індійський лікар-мусульманин, обідає з двома своїми індійськими друзями та обговорює, чи можна бути другом англійця. Під час їди приходить виклик від майора Каллендара, неприємного начальника Азіза у лікарні. Азіз поспішає в бунгало Каллендара відповідно до наказу, але затримується через спущене колесо і труднощі з пошуком танги, а майор вже пішов роздратованим.
Безутішний Азіз йде дорогою до залізничної станції. Коли він бачить свою улюблену мечеть, він імпульсивно входить до неї. Він бачить там незнайому англійку і кричить їй, щоб вона не опоганювала цього священного місця. Жінка, місіс Мур, шанує місцеві звичаї. Це обеззброює Азіза, і вони базікають та розлучаються як друзі.
Місіс Мур повертається до британського клубу джентльменів дорогою і розповідає про випадок у мечеті. Ронні Гіслоп, її син, спочатку думає, що вона говорить про англійця, і обурюється, коли дізнається подробиці. Адела, однак, заінтригована.

### Загальна вечірка
Оскільки новоприбулі виявили бажання побачити індійців, містер Тертон, міський збирач податків, запрошує численних індійських джентльменів на вечірку у своєму будинку. Вечірка виявилася незручною подією через боязкість індійців та фанатизм британців, але Адела зустрічає Сиріла Філдінга, директора державного коледжу для індійців Чандрапора. Філдінг запрошує Аделу та місіс Мур на чаювання з ним та індійським професором-брахманом Нараяном Годболе. На прохання Адели він запрошує також доктора Азіза.

### Чаювання Філдінга
На чаюванні Філдінга все добре проводять час, розмовляючи про Індію, а Філдінг та Азіз стають друзями. Азіз обіцяє відвезти місіс Мур та Аделу, щоб показати печери Марабар, віддалений печерний комплекс. Прибуває Ронні Гіслоп і, виявивши, що Адела «без супроводу» з доктором Азізом і професором Годболом, грубо розганяє вечірку.
Азіз помилково вважає, що жінки скривджені тим, що він не виконав своєї обіцянки, і влаштовує прогулянку в печери, що йому дорого обходиться. Філдінг та Годбол повинні супроводжувати експедицію, але вони спізнюються на поїзд.

### Печери Марабар
Азіз та жінки досліджують печери. У першій печері місіс Мур охоплює клаустрофобія. Але гірше від клаустрофобії — луна. Занепокоєна звуком місіс Мур відмовляється продовжувати дослідження. Адела та Азіз у супроводі гіда піднімаються у верхні печери.

### Ілюзія Адели
Коли Азіз допомагає Аделі піднятися на пагорб, вона запитує, чи має він більше однієї дружини. Збентежений різкістю фрази, він поринає в печеру, щоб заспокоїтися. Коли він виходить, то знаходить провідника на самоті поза печерами. Гід каже, що Адела сама пішла до печери. Азіз марно шукає її. Вирішивши, що вона заблукала, він ударяє провідника, який тікає. Азіз озирається і виявляє на землі зламаний бінокль Адели. Він кладе його до кишені.
Потім Азіз дивиться вниз і бачить, що Адела розмовляє з іншою молодою англійкою, міс Дерек, яка приїхала з Філдінгом на машині. Азіз втікає з пагорба і вітає Філдінга, але міс Дерек та Адела їдуть без пояснення причин. Філдінг, місіс Мур та Азіз повертаються до Чандрапору на поїзді. Адела поранилася, спускаючись із печер.

### Арешт Азіза
На вокзалі Азіза заарештовують та звинувачують у зґвалтуванні Адели в печері. Підготовка до суду посилює расову напруженість між британцями та індійцями. Адела каже, що Азіз пішов за нею в печеру і спробував схопити її, і що вона відбивалася від нього, замахуючись на нього біноклем. Єдиний доказ, який мають британці, — це бінокль у Азіза. Попри це, британці вважають, що Азіз винний. Вони приголомшені, коли Філдінг заявляє про свою віру в невинність Азіза. Філдінг зазнає остракізму та осуду як зрадник раси. Але індійці, які вважають звинувачення у нападі шахрайством, вітають його.

### Таємниця Мур
За кілька тижнів до суду місіс Мур була апатичною та дратівливою. Хоча вона заявляє про свою віру в невинність Азіза, вона нічого не робить, щоб допомогти йому. Ронні, стривожений твердженням своєї матері про невинність Азіза, організує її повернення на кораблі в Англію, перш ніж вона зможе дати свідчення на суді. Місіс Мур більше турбують власні проблеми, оскільки вона відчуває, що її здоров'я погіршується. Її стосунки з сином дозволяють їй відволікатися і менше співчувати ситуації Азіза. Під час подорожі вона помирає. Її відсутність в Індії стає серйозною проблемою на суді, де адвокати Азіза стверджують, що її свідчення довели б невинність обвинуваченого.

### Сцена суду
Адела не впевнена в провині Азіза. На суді її запитують, чи піддав її Азіз сексуальному насильству. Адела, перебуваючи в печері, отримала шок, схожий на шок місіс Мур. Відлуння так збентежило її, що вона знепритомніла. Тоді вона помилково інтерпретувала свій шок як напад Азіза. Вона визнає, що помилилася і справу закривають.

### Подальші події
Ронні Гіслоп розриває заручини з Аделою, і вона залишається в будинку Філдінга, доки не буде організовано її переїзд на пароплаві до Англії. Пояснивши Філдінгу, що причиною всієї справи було відлуння, вона їде з Індії, щоб ніколи не повернутися.
Попри виправдання, Азіз сердиться, що Філдінг потоваришував з Аделою після того, як вона мало не зруйнувала його життя. Вважаючи, що це джентльменський вчинок, Філдінг переконує Азіза не вимагати від неї грошової компенсації. Страждає чоловіча дружба, і Філдінг їде до Англії. Азіз вважає, що той їде одружитися з Аделою через її гроші. Ображений передбачуваною зрадою свого друга, він клянеться ніколи більше не дружити з білою людиною. Азіз переїжджає до керованого індійцями штату Мау і починає нове життя.

### У Мау
За два роки по тому Філдінг повертається до Індії. Його дружина — Стелла, дочка місіс Мур від другого шлюбу. Азіз, тепер головний лікар раджі, знову починає поважати та любити Філдінга. Однак він не відмовляється від своєї мрії про вільну та єдину Індію. В останніх реченнях роману він пояснює, що вони з Філдінгом не можуть бути друзями, доки Індія не стане незалежною від британського правління.

## Літературна критика
Природа критики «Поїздки до Індії» багато в чому ґрунтується на епосі написання та характері критичної роботи. У той час як багато попередніх критичних аналізів виявили, що книга Форстера демонструє недоречну дружбу між колонізаторами та колонізованими, нові критичні аналізи роботи привертають увагу до зображення в романі сексизму, расизму та імперіалізму.
У рецензіях на книгу «Поїздка до Індії», що з'явилися після її опублікування, поставлено під сумнів конкретні деталі та погляди, включені до книги, які Форстер почерпнув із власного досвіду перебування в Індії. Ранні критики також висловили стурбованість з приводу міжрасової дружби між Азізом та Філдінгом. Інші вбачали в книзі паплюження гуманістичних поглядів на важливість міжособистісних стосунків та вплив колоніалізму на індійське суспільство. Пізніше постколоніальні теоретики й літературні критики переосмислили текст як твір сходознавчої белетристики, що робить внесок у дискурс про колоніальні відносини європейців. Нині це один із основоположних текстів у дискурсі постколоніальних орієнталістів серед інших книг, таких як «Серце пітьми» Джозефа Конрада та «Кім» Редьярда Кіплінга.
«Поїздка до Індію» з'явилася тоді, коли зображення Індії як дикої, неорганізованої землі, що потребує панування, було більш популярним у мейнстримній європейській літературі, ніж романтизовані образи. Роман Форстера відійшов від типових оповідей про стосунки колонізаторів і колонізованих і наголосив на «непізнаваному» Сході, замість того, щоб говорити про його екзотику, давню мудрість та таємниці. Постколоніальні теоретики, такі як Мар'ям Васіф Хан, назвали цей роман сучасним сходознавчим текстом, який зображує Схід в оптимістичному, позитивному світлі, одночасно кидаючи виклик і критикуючи європейську культуру та суспільство. Однак Беніта Паррі припускає, що це також містифікує Індію, створюючи «затемнене царство, де проглядається світське, і де немає місця давнім традиціям індійської математики, науці і техніці, історії, лінгвістиці та юриспруденції».

Одне з найпомітніших критичних зауважень походить від професора літератури Едварда Саїда, який послався на «Поїздку до Індії» як у «Культурі та імперіалізмі», так і в «Орієнталізмі». У своєму обговоренні натяків на Британську імперію в романах початку XX століття Саїд припускає, що, хоча ці твори підривали типові погляди на колоніалізм і колоніальне правління в Індії, в них, проте, не було прямого засудження ні націоналістичних рухів у Індії, ні колоніалізму. Про ставлення Форстера до стосунків колонізаторів і колонізованих Саїд каже Форстеру:
…знайшов спосіб використати механізм роману, щоб розвинути наявну структуру ставлення та референції, не змінюючи її. Ця структура дозволяла відчувати прихильність і навіть близькість до деяких індійців та Індії загалом, але змушувала розглядати індійську політику як відповідальність британців і культурно відмовляла у привілеях індійському націоналізму.Оригінальний текст (англ.)
…found a way to use the mechanism of the novel to elaborate on the already existing structure of attitude and reference without changing it. This structure permitted one to feel affection for and even intimacy with some Indians and India generally, but made one see Indian politics as the charge of the British, and culturally refused a privilege to India nationalism.

Постколоніальна критика також досліджує стереотипи та орієнталістське мислення. Саїд припускає, що Форстер розглядає питання про британо-індійські відносини, розділяючи в оповіді мусульман та індуїстів. Саїд також визначає невдалу спробу дружби між Азізом і Філдінгом як посилення позірної культурної дистанції між Сходом і Заходом. Нездатність двох чоловіків розпочати повноцінну дружбу свідчить про те, що Саїд вважає непримиренною інакшістю Сходу, яка походить із Заходу, а також обмежує західних читачів у їхньому розумінні Сходу.

Інші вчені розглянули книгу з критичної постколоніальної та феміністської точки зору. Прочитання книги Мар'ям Васіф Хан дозволяє припустити, що «Поїздка до Індії» є також коментарем щодо гендерної проблематики та місця британської жінки в імперії. Хан стверджувала, що жіночі персонажі, які приїжджають на «Схід», щоб звільнитися від своїх соціальних ролей у Британії, уособлюють розбіжності між англійками та їхніми соціальними ролями вдома, і розповідає історію 
|  | …англійок-піонерок, чий фемінізм, що зароджувався, знайшов форму і голос у колонії».Оригінальний текст (англ.) …pioneering Englishwomen whose emergent feminism found form and voice in the colony. |

Сара Сулері також критикує орієнталістське зображення Індії в книзі та використання расизованих тіл, особливо у випадку з Азізом, як сексуальних об'єктів, а не особистостей.

## Список персонажів
Доктор Азіз
Молодий індійський лікар-мусульманин, який працює в британській лікарні в Чандрапорі. Більшою мірою покладається на інтуїцію, а не на логіку, і більш емоційний, ніж його найкращий друг Філдінг. Легко заводить друзів і часом здається досить балакучим. Головна вада — нездатність дивитися на ситуацію без емоцій, що, на думку Форстера, є типовою індійською особливістю. Схоже, відчуває глибоку любов до своєї покійної дружини, але думає про неї лише час від часу. Спочатку дещо байдужий до британців, але починає обурюватися ними після поводження з ним під час суду.
Сиріл Філдінг
45-річний холостяк із Великої Британії, директор невеликого державного коледжу для індійців. Його логічний західний розум не може осягнути плутанини (або таємниці) Індії, але він дуже терпимий і шанобливо ставиться до індійців. Товаришує з професором Азізом, але їх розділяють культурні і расові відмінності, а також особисті непорозуміння.
Адела Квестед
Молода британська вчителька, яка відвідує Індію з непевним наміром вийти заміж за Ронні Гіслопа. Розумна, хоробра, чесна, але трохи манірна, вона — те, що Філдінг називає «занудою». Приїжджає з наміром побачити справжню Індію. Після страшної поїздки до печер Марабар хибно звинувачує Азіза в сексуальному насильстві.
Місіс Мур
Літня, дбайлива мати Ронні Гіслопа. Відвідує Чандрапор, щоб спостерігати за заручинами свого сина з Аделою Квестед. Поважає індійців та їхні звичаї, і індійці цінують її більше, ніж будь-кого з британців. Пройшовши через досвід, схожий на досвід Адел, стає апатичною і жорстокою.
Ронні Гіслоп
Магістрат британського міста Чандрапор. Хоч і непогана людина, поділяє зневажливі погляди своїх колег на індійців. Розриває заручини з Аделою після того, як вона відмовляється від звинувачення на адресу Азіза. Вважає її відмову зрадою їхньої раси. Адела також заявляє у відкритому суді, що його більше не кохає.
Професор Нараян Годболе
Літній, ввічливий, споглядальний брамін, що незворушно дивиться на світ. Повністю усунений від конфліктів роману. Залишається загадкою до кінця, коли він реабілітує дружбу Філдінга та Азіза.
Містер Тертон
Британський міський колекціонер Чандрапора. Не ненавидить індійців, тому що це звело б нанівець справу його життя. Проте, люто відданий своїй расі, ганьбить менш фанатичних людей, таких як Філдінг, і ставиться до тубільців із трохи завуальованим презирством.
Місіс Тертон
Дружина містера Тертона. Відверто расистська, снобістська і груба стосовно індійців, а також інших європейців особа; кричить на Аделу в залі суду, коли та відмовляється від своїх звинувачень проти Азіза.
Майор Каллендар
Британський головний лікар та начальник Азіза в лікарні. Найвідвертіший расист серед персонажів чоловічої статі. Серед індійців ходять чутки, що Каллендар насправді катував пораненого індійця, наносячи на його рани перець замість антисептика.
Британський суперінтендант поліції в Чандрапурі. Як і містер Тертон, відкрито дотримується расистських поглядів на індійців. Під час суду над Азізом публічно заявляє, що це науковий факт, що темношкірі чоловіки прагнуть білих жінок.
Міс Дерек
Англійка, що працює в індуїстській королівській родині. Часто позичає їхню машину і не дбає про те, щоб спитати у них дозволу або повернути її вчасно. На смаки більшості співвітчизників вона надто галаслива та невимушена. Має роман із Макбрайдом.
Наваб Бахадур
Головний індійський джентльмен у Чандрапурі, мусульманин. Багатий (має машину) і щедрий, вірний британцям (здає машину в оренду Ронні Гіслопу). Але після суду відмовляється від присвоєного йому британцями титулу «наваб» на користь простого «містера Зульфікара».
Хамідулла
Дядько та друг Азіза. Здобувши юридичну освіту в Кембриджському університеті, заявляє на початку роману, що легше дружити з англійцем в Англії, ніж в Індії. Азіз погоджується з ним.
Амрітрао
Відомий індійський юрист із Калькутти, зголосився захистити Азіза. Відомий своїми сильними антибританськими настроями. Бере справу з політичних мотивів і відчуває огиду, коли справа в суді сходить нанівець.
Махмуд Алі
Індійський повірений-мусульманин, який відкрито ненавидить британців.
Лікар Панна Лал
Низьконароджений лікар-індус та суперник Азіза в лікарні.
Ральф Мур
Боязкий, чуйний і проникливий юнак, другий син місіс Мур.
Стелла Мур
Дочка місіс Мур, а згодом і красива молодша дружина Філдінга.

## Нагороди
- 1924 — Меморіальна премія Джеймса Тейта Блека за художню літературу.
- 1925 - Femina Vie Heureuse.

## Екранізації та постановки
- Поїздка до Індії[en], п'єса Сантха Рами Рау[en] за романом; п'єсу показували у Вест-Енді 1960 року і на Бродвеї 1962 року[14]. Телевізійну версію п'єси BBC 1965 року транслювали в серіалі «Гра місяця[en]»[15].
- Індійський кінорежисер Сатьяджит Рай мав намір поставити театральну адаптацію роману, але проєкт так і не було реалізовано[16].
- Кіноверсія 1984 року режисера Девіда Ліна з Джуді Девіс, Віктором Банерджі[en], Джеймсом Фоксом, Пеггі Ашкрофт і Алеком Гіннессом у головних ролях здобула два Оскари і багато інших нагород[17].
- Мартін Шерман[en] написав додаткову версію для сцени, прем'єра якої відбулася на Shared Experience[en] у Ричмонді 2002 року[18]. Гастролювала Великою Британією, в листопаді 2004 року показана в Бруклінській музичній академії[19].

## Рукопис
1960 року рукопис книги «Поїздка до Індії» Форстер подарував Руперту Гарт-Девісу, який продав її, щоб зібрати гроші для Лондонської бібліотеки за рекордну для того часу суму за сучасний англійський рукопис — 6500 фунтів стерлінгів.